# Maddalena Balsamo
Pour les articles homonymes, voir Balsamo.
Maddalena Balsamo, également connue sous le nom Magda Balsamo, est une actrice italienne née à Bari le 3 juillet 1961.

## Biographie
Après avoir étudié le piano et le violon au conservatoire Niccolò Piccinni de Bari et reçu son diplôme de lycée artistique, elle s'installe à Milan en 1980, où elle reçoit le diplôme de l'Académie des beaux-arts et continue ses études de chant jazz avec Tiziana Ghiglioni.
Elle travaille comme illustratrice pour différentes maisons d'édition (Astra, Harmony blanc série, etc.). Maddalena Balsamo est aussi l'auteur du premier sujet de scénarimage écrit par une femme pour la série italienne, Dylan Dog (Abyss n° 120, signé en tant que Magda Balsamo). Entre 1989 et 1991, elle travaille dans toute l'Italie comme chanteuse de cabaret et c'est à cette occasion qu'elle rencontre, à Tropea, Aldo, Giovanni et Giacomo, quand ils n'étaient pas encore connus du grand public. Dans les années 1990, elle étudie le théâtre avec Marco Filatori et Enzo Tarascio.
Depuis 1997, elle se consacre à la carrière du théâtre et a l'occasion de briller dans le cinéma et la télévision. Elle a également travaillé dans la publicité et le doublage.
À partir du 20 février 2009, elle publie son journal intime sur YouTube, dans lequel elle décrit ses pensées sur divers sujets, de la politique à la vie quotidienne, de l'intimité à l'art. Rapidement, elle devient en vue au sein de la communauté interactive en devenant l'un des bloggers le plus populaire du réseau italien, comme en témoigne par des dizaines de milliers de points de vue et commentaires à ses vidéos.
Elle enseigne aussi les techniques théâtrales au Teatro del Battito de Milan.

## Filmographie

### Cinéma
- Histoire malade (titre original Storia malata), réalisé par Federico Rizzo (1999)
- Demandez moi si je suis heureux (titre original Chiedimi se sono felice), réalisé par Aldo, Giovanni e Giacomo et Massimo Venier (2000)

### Télévision
- Vivre (titre original Vivere) - Soap opera - Channel 5
- Don Luca - Sit-com avec Luca Laurenti - Rete 4
- Bradipo, réalisé par Marco Pozzi - Sit-com avec Andrea Pezzi - MTV
- Blague à part (titre original Scherzi a parte) - reality - Mediaset
- Drôle de couple (titre original La strana coppia de Neil Simon ) - Comedy (adaptation pour la TV italienne)
- Hôpital Central (titre original Hospital Central) - Soap opera - Mediaset
- Ne cessez jamais de rêver (titre original Non smettere mai di sognare) - Soap Opera - Mediaset

## Théâtre
- La Partition ou Venez prendre un café avec nous, adaptation du roman de Piero Chiara avec la Compagnia teatro in mostra. Teatro Nuovo di Rebbio - Como - 2010
- Tingeltangel, de K. Valentin, réalisé par Corrado Accordino. Teatro Libero.
- Le Songe d'une nuit d'été, de W. Shakespeare, réalisé par Corrado Accordino. Teatro Libero.
- Entrée dans le vide, de Peter Handke, Réalisé par Cesare Gallarini. Teatro Libero.
- Taci, de David Laing, réalisé par Cesare Gallarini. Teatro Greco.
- Zena, de Dacia Maraini, réalisé par Marco Filatori. Camera del Lavoro, Milan, in tournée.
- Hamlet, de W. Shakespeare, réalisé par Marco Filatori. Teatro Olmetto. “Càsina” di Plauto, regia di Beppe Arena. In tournée.
- La cérémonie, de G. Manfridi, réalisé par Walter Manfrè. Teatro Arsenale.
- I cavoli a merenda, de Sergio Tofano, musique par Carlo Boccadoro, production Sentieri selvaggi. Teatro Dal Verme.
- Le Roi Lear, de W. Shakespeare, réalisé par Valentina Colorni. Teatro Arsenale.
- Les Troyens, de J. P. Sartre, réalisé par Annig Raimondi. Teatro Arsenale.
- Le Cœur de Milan, project de A.R.Shammah, textes de Afeltra, Cederna, Montanelli, Tadini, Vergani. Réalisé par Benedetta Frigerio. Spazio CityLife, Milan.
- Milano, festival della contemporaneità, réalisé par A. R. Shammah, Palazzo della Ragione, Milan.
- Le temps de l'amour, de Cesare Lievi, Università degli Studi di Milano, Gargnano sul Garda. Réalisé par Cesare Lievi.
- 5.41, de Davide Ortelli e Francesco Bono pour Masterclass Spazio, project de Luca Ronconi, Piccolo Teatro Studio Milan.
- Maria Anna Nannerl nata Mozart, de Giovanni Chiara, réalisé par Marco Filatori. Teatro Oscar e 'Palazzina Liberty per la Casa della Poesia.
- Hotel Salomè, de O. Wilde, réalisé par Marco Filatori, Teatro I, tournée e Palazzina Liberty per la Casa della Poesia.
- Un amour de demoiselle, adaptation du roman de Andrea Vitali, réalisé par Marco Filatori. Teatro sociale di Como. Tournée en Lombardie.